# ФК Борац Источни Дрвар
Фудбалски клуб Борац је фудбалски клуб из Источног Дрвара који се тренутно такмичи у Подручној лиги Републике Српске, група Бања Лука. 

## Историја
Хроничари су записали да је у Дрвару фудбалска лопта почела скакутати још далеке 1924. године, када је и формиран Радничко-спортски клуб „Борац“ (ФК Борац). Остало је записано да је Борац 1936. и 1938. године, учествовао на турнирима Радничко-спортског клуба „Нада“ у Сплиту, на којима су, између осталих судјеловали и фудбалери московског Динама, Борца из Бањалуке и Освита из Шибеника. 

### 1945-1995.
У том периоду Борац је играо запажену улогу у Крајишкој и Републичкој лиги тадашње СР БиХ у СФРЈ, а био је и учесник квалификација за попуну Друге савезне лиге Југославије, али се никада није пласирао, а далеко је стизао и у Куп такмичењу у некадашњој држави Југославији. За свеукупан допринос у развоју фудбалског спорта Борац је награђен и златном плакетом Фудбалског савеза Југославије.

### 1995 - данас
И у вријеме распада Југославије и рата клуб је био активан, а из тог периода остаће упамћено да је 1994. године одиграо фудбалску утакмицу са репрезентацијом Републике Српске и то управо у вријеме када је Борац обиљежавао седамдесет година рада и постојања. Такмичио се у Купу Републике Српске 1993/94. Ипак, 1995. године Борац је престао са радом, јер су дрварчани, не својом вољом, морали напустити родни град. Неколико година касније са повратком на вјековна огњишта почели су размишљати о поновном оживљавању ФК Борац, а та идеја је постала стварност. 
Клуб је постао члан Фудбалског савеза Републике Српске и такмичио се у Регионалној лиги Републике Српске — група Приједор, све до сезоне 2009/10 када због финансијских проблема није могао наставити такмичење, па је иступио из лиге. 2014/2015 клуб се вратио на фудбалску сцену Републике Српске, и такмичи се у склопу Подручне лиге Републике Српске, група Бања Лука.